# OTI 1996
La XXV edición del Gran Premio de la Canción Iberoamericana o Festival de la OTI fue celebrada el 14 de noviembre de 1996 en el Teatro Nacional de la Casa de la Cultura de Quito, Ecuador. Era la primera vez que en el país andino organizaba la competencia musical. Las televisoras encargadas de retransmitir el festival fueron Ecuavisa, Teleamazonas y Gamavisión. Sus presentadores fueron Christian Johnson y Ximena Aulestia. La escenografía fue diseñada por el mítico artista plástico ecuatoriano Oswaldo Guayasamín.

## Desarrollo
Se destacaba en la competencia por la presencia de Chema Purón, ganador del Festival de la OTI 1992, como coautor de la canción de España, junto al destacado director orquestal Eduardo Leyva, quien había dirigido la orquesta para su país en el Festival de la OTI 1979, 1985, 1987, 1988 y 1990.
También hay que resaltar la participación de Guillermo Guido en representación a Argentina y vencedor del Festival de la OTI 1988.
Cabe destacar la presentación de Sergio Álzate en representación a México con el tema, Del piso a la nube, que era una composición de Kiko Campos inspirada en el nacimiento de su hija Nath Campos. En 2019 padre e hija grabaron juntos este tema.
En la representación uruguaya estuvo en manos del legendario conjunto Los Iracundos, que se encontraba virtualmente residiendo en Ecuador en esa fecha.
Se presentó el tema A minha ilha que es interpretado por Elaisa en representación a Portugal y quien había tomado parte de esa canción en el mes de marzo para la preselección del país luso para el Festival de la Canción de Eurovisión 1996. En la preselección obtuvo el 7º puesto interpretada por Bárbara Reis.
También se presentó la canción Te confieso que es interpretada por Jose Luis Moya en representación a Chile y que compuesta por José Luis Ubiergo, hermano del famoso cantautor Fernando Ubiergo, vencedor del Festival de la OTI 1984.
La competición contó con los 22 países participantes, resultando ganadora la canción española, Manos, que es interpretada por Anabel Russ en representación a España. El podio lo completaron Argentina, con la canción Cuánto te amo que es interpretada por Guillermo Guido; y Perú, con la canción Bendito amor que es interpretada por Carmina Cannavino.

## Participantes
| País                 | Título de la canción             | Título de la canción    |
| País                 | Artista                          | Idioma                  |
| -------------------- | -------------------------------- | ----------------------- |
| Argentina            | «Cuanto te amo»                  | «Cuanto te amo»         |
| Argentina            | Guillermo Guido                  | Español                 |
| Bolivia              | «Has estado con él»              | «Has estado con él»     |
| Bolivia              | Huáscar Bolívar                  | Español                 |
| Chile                | «Te confieso»                    | «Te confieso»           |
| Chile                | José Luis Moya                   | Español                 |
| Colombia             | «Eres»                           | «Eres»                  |
| Colombia             | Voz en Off                       | Español                 |
| Costa Rica           | «Que bonito seria»               | «Que bonito seria»      |
| Costa Rica           | Sergio Coto                      | Español                 |
| Cuba                 | «Me queda la canción»            | «Me queda la canción»   |
| Cuba                 | Eduardo Antonio                  | Español                 |
| Ecuador              | «Y vuela»                        | «Y vuela»               |
| Ecuador              | Aldo y Gianni                    | Español                 |
| El Salvador          | «Con alguien más»                | «Con alguien más»       |
| El Salvador          | Juan Manuel Bolaños              | Español                 |
| España               | «Manos»                          | «Manos»                 |
| España               | Anabel Russ                      | Español                 |
| Estados Unidos       | «Basta ya»                       | «Basta ya»              |
| Estados Unidos       | Raffy                            | Español                 |
| Guatemala            | «Para encontrar la paz»          | «Para encontrar la paz» |
| Guatemala            | Álvaro Águila                    | Español                 |
| Honduras             | «Rosas y espinas»                | «Rosas y espinas»       |
| Honduras             | Millicent Viera                  | Español                 |
| México               | «Del piso a la nube»             | «Del piso a la nube»    |
| México               | Sergio Arzate                    | Español                 |
| Nicaragua            | «Oh, luna»                       | «Oh, luna»              |
| Nicaragua            | Manuel Salvador                  | Español                 |
| Panamá               | «Sin tu cielo azul»              | «Sin tu cielo azul»     |
| Panamá               | Omar Argel Espinosa              | Español                 |
| Paraguay             | «Por ti mujer»                   | «Por ti mujer»          |
| Paraguay             | Jorge Castro                     | Español                 |
| Perú                 | «Bendito amor»                   | «Bendito amor»          |
| Perú                 | Carmina Cannavino y Ángel Chacón | Español                 |
| Portugal             | «A minha ilha»                   | «A minha ilha»          |
| Portugal             | Elaisa                           | Portugués               |
| Puerto Rico          | «Ay, amor»                       | «Ay, amor»              |
| Puerto Rico          | Porto Latino                     | Español                 |
| República Dominicana | «Una historia más»               | «Una historia más»      |
| República Dominicana | Frank Ceara                      | Español                 |
| Uruguay              | «Quiero estrenar»                | «Quiero estrenar»       |
| Uruguay              | Los Iracundos                    | Español                 |
| Venezuela            | «Junto a tu boca»                | «Junto a tu boca»       |
| Venezuela            | Dina                             | Español                 |

## Resultados
| #  | País                 | Artista(s)                                               | Canción               | Idioma     | Lugar |
| -- | -------------------- | -------------------------------------------------------- | --------------------- | ---------- | ----- |
| 1  | Perú                 | Carmina Cannavino (Naturalizada mexicana) y Ángel Chacón | Bendito amor          | Castellano | 3     |
| 2  | Venezuela            | Dina                                                     | Junto a tu boca       | Castellano |       |
| 3  | Costa Rica           | Sergio Coto                                              | Qué bonito sería      | Castellano |       |
| 4  | México               | Sergio Arzate                                            | Del piso a la nube    | Castellano |       |
| 5  | Colombia             | Voz en Off                                               | Eres                  | Castellano |       |
| 6  | Portugal             | Elaisa                                                   | A minha ilha          | Portugués  |       |
| 7  | Cuba                 | Eduardo Antonio                                          | Me queda la canción   | Castellano |       |
| 8  | Uruguay              | Los Iracundos                                            | Quiero estrenar       | Castellano |       |
| 9  | Panamá               | Omar Argel Espinosa                                      | Sin tu cielo azul     | Castellano |       |
| 10 | Guatemala            | Álvaro Águila                                            | Para encontrar la paz | Castellano |       |
| 11 | España               | Anabel Russ                                              | Manos                 | Castellano | 1     |
| 12 | Argentina            | Guillermo Guido                                          | Cuánto te amo         | Castellano | 2     |
| 13 | Chile                | José Luis Moya                                           | Te confieso           | Castellano |       |
| 14 | República Dominicana | Frank Ceara                                              | Una historia más      | Castellano |       |
| 15 | Puerto Rico          | Porto Latino                                             | Ay, amor              | Castellano |       |
| 16 | Paraguay             | Jorge Castro                                             | Por ti mujer          | Castellano |       |
| 17 | Nicaragua            | Manuel Salvador                                          | Oh, luna              | Castellano |       |
| 18 | El Salvador          | Juan Manuel Bolaños                                      | Con alguien más       | Castellano |       |
| 19 | Estados Unidos       | Raffy                                                    | Basta ya              | Castellano |       |
| 20 | Honduras             | Millicent Viera                                          | Rosas y espinas       | Castellano |       |
| 21 | Bolivia              | Huáscar Bolívar                                          | Has estado con él     | Castellano |       |
| 22 | Ecuador              | Aldo y Gianni                                            | Y vuela               | Castellano |       |

## Miembros del jurado internacional
Los miembros del jurado internacional fueron los siguientes:
| País           | Jurado                 |
| -------------- | ---------------------- |
| España         | Marcos Llunas          |
| España         | Alejandro Abad         |
| Ecuador        | Luis Padilla           |
| Ecuador        | Victoria Puig de Lange |
| México         | Omar Fierro            |
| México         | Ana Bárbara            |
| México         | Carlos Bonavides       |
| Chile          | Alberto Plaza          |
| Venezuela      | Astrid Gruber          |
| Estados Unidos | Betty Pino             |